# Seč (Chrudim)
Seč é uma cidade checa localizada na região de Pardubice, distrito de Chrudim.